# Une catin pour deux larrons
Pour plus de détails, voir Fiche technique et Distribution.
Une catin pour deux larrons (I picari) est un film italien réalisé par Mario Monicelli, sorti en 1987.

## Synopsis
Les héros se rencontrent aux rames d'une galère, où ils sont tous deux pour expier les fautes d'une vie remplie de vagabondages et d'escroqueries et ils commencent à se raconter leur histoire respective.

## Fiche technique
- Titre original : I picari
- Réalisation : Mario Monicelli
- Scénario : Leo Benvenuti, Piero De Bernardi, Suso Cecchi D'Amico et Mario Monicelli d'après le roman de Lazarillo de Tormes
- Photographie : Tonino Nardi
- Musique : Lucio Dalla
- Montage : Ruggero Mastroianni
- Production : Giovanni Di Clemente
- Décors : Enrico Fiorentini et Giancarlo Capuani
- Costumes : Lina Nerli Taviani
- Son : Mario Dallimonto
- Pays d'origine : Italie
- Société de distribution : Warner Bros.
- Genre : Comédie dramatique, Film d'aventure, Film d'action
- Durée : 121  min
- Dates de sortie :
  - Italie : 18 décembre 1987
  - France : 8 août 1990[1]

## Distribution
- Enrico Montesano : Lazarillo de Tormes
- Giancarlo Giannini : Guzman de Alfarache
- Vittorio Gassman : le marquis Felipe de Aragona
- Nino Manfredi : l'aveugle
- Giuliana De Sio : Rosario, la prostituée
- Bernard Blier : le ruffian
- Paolo Hendel : le précepteur
- Vittorio Caprioli : Mozzafiato
- Enzo Robutti : le capitaine du navire
- Blanca Marsillach : Ponzia
- Maria Casanova : la femme enceinte
- Juan Carlos Naya : le vendeur de céramique
- Claudio Bisio : le chef des esclaves
- Sal Borgese : le maître
- Sabrina Ferilli : une prostituée
- Aldo Sambrell : le récitant
- Germán Cobos : l'imprésario de théâtre
- Cris Huerta : le forgeron
- Patrizia La Fonte : la marquise

## Autour du film
- Le film est sorti en France en 1990, plus de deux ans après sa diffusion dans les salles italiennes, et n'a totalisé que 1 214 entrées[2].